# Michail Michajlov
Michail Aleksandrovitsj Michajlov (Russisch: Михаил Александрович Михайлов) (Zlato-oest, 17 mei 1971), is een voormalig professionele basketbalspeler die speelde voor het nationale team van Rusland. Hij heeft de medaille gekregen van Meester in de sport van Rusland.

## Carrière
Michajlov begon zijn profcarrière bij Spartak Sint-Petersburg in 1991. In 1994 stapte Michajlov over naar Estudiantes Madrid in Spanje. Twee jaar later verdiende Michajlov een overgang naar Real Madrid. Met Real won Michajlov de Saporta Cup in 1997. In 1996 weigerde Michajlov een overgang naar de Sacramento Kings in de NBA. In 1998 vertrok Michajlov naar Aris BC in Griekenland. In 1999 keerde Michajlov terug naar Real Madrid. Met Real werd Michajlov landskampioen van Spanje in 2000. In 2000 ging Michajlov naar Ural-Great Perm. Met Ural-Great werd Michajlov twee keer landskampioen van Rusland in 2001 en 2002. In 2002 ging Michajlov naar Amatori Udine in Italië. Na een jaar vertrok Michajlov naar Caja San Fernando in Spanje. In 2004 sloot Michajlov zijn carrière af bij Ural-Great Perm.
In 2006 begon Michajlov als assistent-coach onder hoofdcoach Sergej Babkov bij Spartak Primorje Vladivostok. Halverwege het seizoen 2009/10 stapte Michajlov over naar Krasnye Krylja Samara als hoofdcoach. In 2013 was Michajlov nog even hoofdcoach van Avtodor Saratov.

## Erelijst
- Landskampioen GOS: 1
  - Winnaar: 1992
- Landskampioen Rusland: 2
  - Winnaar: 2001, 2002
  - Tweede: 1993
- Bekerwinnaar Rusland:
  - Winnaar:
- Landskampioen Spanje: 1
  - Winnaar: 2000
- Saporta Cup: 1
  - Winnaar: 1997
- Wereldkampioenschap:
  - Zilver: 1994, 1998
- Europees Kampioenschap:
  - Zilver: 1993
  - Brons: 1997